# Rebecca Harding Davis
Rebecca Blaine Harding Davis (Washington, 24 giugno 1831 – Mount Kisco, 29 settembre 1910) è stata una scrittrice e giornalista statunitense.
Fu una pioniera del realismo letterario nella letteratura statunitense. Si laureò come valedictorian presso il Washington Female Seminary in Pennsylvania. La sua opera letteraria più importante è il racconto Life in the Iron-Mills, pubblicato nell'edizione dell'aprile 1861 di The Atlantic Monthly, che la rese rapidamente una scrittrice affermata. Per tutta la sua vita sostenne gli afroamericani, le donne, i nativi americani, gli immigrati e la classe operaia, scrivendo intenzionalmente sulla difficile situazione di questi gruppi emarginati nel XIX secolo.

## Biografia
Nata da Richard e Rachel Leet Wilson Harding, era la maggiore di cinque figli. Dopo un periodo imprenditoriale infruttuoso a Big Spring, in Alabama, nel 1836 la famiglia si stabilì a Wheeling, West Virginia, una località industriale in via di sviluppo. Davis descrisse la sua infanzia come appartenente a un tempo più lento e più semplice, scrivendo nella sua autobiografia del 1904 Bits of Gossip che "non c'erano ferrovie, né automobili o carrelli, né telegrafi, niente case che raschiano il cielo. Non un solo uomo nel paese possedeva enormi accumuli di denaro".
Fu istruita da sua madre, oltre che da occasionali istitutori. Mentre studiava a casa ebbe occasione di leggere le opere di Harriet Beecher Stowe, delle sorelle Anna e Susan Warner e di Maria Cummins, le quali suscitarono in lei la passione per la letteratura. All'età di 14 anni fu mandata a Washington a vivere con la sorella di sua madre per frequentare il Washington Female Seminary, dove si laureò come valedictorian nel 1848. Dopo essere tornata a Wheeling si unì al giornale locale, l'Intelligencer, presentando recensioni, storie, poesie ed editoriali, e ricoprendo brevemente anche il ruolo di editrice nel 1859.
A Wheeling Harding Davis socializzò molto poco, rimanendo in gran parte all'interno della sua cerchia familiare, rompendo il suo isolamento lungo tredici anni con la pubblicazione di Life in the Iron Mills nel 1861, considerato da molti critici un documento pionieristico che segna l'inizio del realismo nella letteratura statunitense. Al momento della pubblicazione Harding fu riconosciuta come una "nuova coraggiosa voce" da Louisa May Alcott e Ralph Waldo Emerson, i quali rimasero colpiti dall'obiettivo dell'autrice, che era "scavare nel luogo comune, in questa vita americana volgare, e vedere cosa c'è dentro".
Durante il viaggio di ritorno da un incontro con il suo editore incontrò L. Clarke Davis a Filadelfia, con cui si sposò 1863. Clarke aveva quattro anni meno di Davis e non si era ancora stabilizzato finanziariamente. L'anno successivo Harring Davis diede alla luce il suo primo figlio Richard Harding Davis, futuro scrittore e giornalista. Seguirono poi il futuro scrittore Charles Belmont Davis nel 1866 e la figlia Nora nel 1872.
Nei primi anni di matrimonio, Rebecca fu la principale fonte di reddito per la famiglia, poiché Clarke lavorava per affermarsi nella sua carriera legale. Tuttavia, dieci anni dopo il loro matrimonio, Davis era sostanzialmente scomparsa dal mondo letterario, e Clarke rinunciò alla carriera legale per lavorare come editore per The Philadelphia Inquirer. Nel 1892 Davis ottenne un discreto successo pubblicando Silhouettes of American Life. Morì nel 1910.

## Rivalutazione postuma
Scrittrice prolifica, Rebecca Harding Davis è accreditata con oltre 500 opere pubblicate. Nonostante la sua profusione di opere letterarie, fu quasi completamente dimenticata al momento della sua morte nel 1910. Tuttavia fu riscoperta nei primissimi anni '70 dalla scrittrice femminista Tillie Olsen, che ne riconobbe rapidamente il talento e il significato degli scritti. Nel 1972 The Feminist Press pubblicò Life in the Iron-Mills con l'interpretazione biografica di Olsen della vita di Davis in relazione a una selezione dei suoi lavori pubblicati. Il saggio di Olsen intitolato Silences è un'analisi dei periodi muti degli autori nella letteratura, inclusi i blocchi dello scrittore, i lavori inediti e i problemi che gli scrittori della classe operaia, e le donne in particolare, hanno nel trovare il tempo per concentrarsi sui loro arte. La seconda parte del libro riguarda uno studio del lavoro di Davis.

## Analisi delle opere principali

### Life in the Iron-Mills

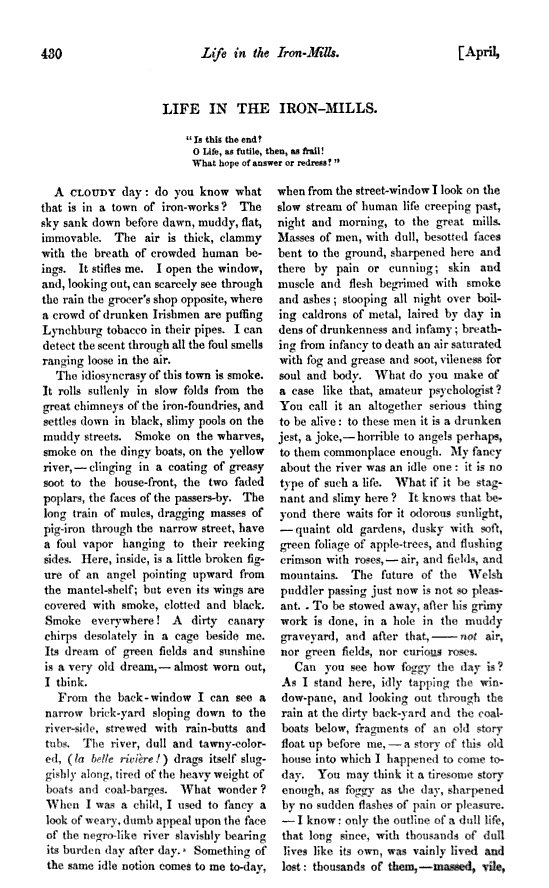
Prima pagina del racconto Life in the Iron-Mills, pubblicato per la prima volta su The Atlantic Monthly

Life in the Iron Mills è ampiamente considerato l'opera più significativa di Rebecca Harding Davis. Pubblicato nel 1861 su The Atlantic Monthly, fu uno dei primi scritti ad esplorare l'industrializzazione nella letteratura statunitense. Il racconto vide la sua pubblicazione intorno all'alba della guerra civile americana ed acquisì importanza non solo per meriti artistici, ma anche per le sue implicazioni storiche. Sia la sua forma che il contenuto erano rivoluzionari al momento della sua pubblicazione, essendo una narrazione che segue la vita dei lavoratori e le conseguenze dell'industrializzazione, in uno stile tradizionalmente realistico.
Il racconto è ambientato in un piccolo villaggio il cui centro è il lavoro industriale, in particolare quello dei mulini del ferro. Viene descritto come un villaggio inquinato e opprimente, abitato da braccianti, perlopiù “masse di uomini, con volti spenti, infatuati, piegati a terra, affilati qua e là dal dolore o dall'astuzia, da pelle, muscoli e carne imbrattati di fumo e cenere”. Il protagonista del racconto è Hugh Wolfe, un operaio di una fabbrica di ferro che possiede talento artistico e un desiderio spirituale di forme superiori di piacere e appagamento. Nonostante la speranza della spinta artistica di Wolfe, egli diventa il tragico eroe della storia, poiché il suo desiderio di una vita migliore lo porta alla prigionia e alla morte definitiva.
Sebbene il racconto riguardi temi più ampi come l'industrializzazione e la classe operaia, la rappresentazione di Hugh Wolfe da parte di Davis e la sua padronanza del realismo consentono al lettore di concentrarsi sull'individuo all'interno del contesto proletario e sulle conseguenze delle sue realtà sul suo cuore e l'anima. In Life in the Iron-Mills, "Harding rivela cosa è stato fatto storicamente ai lavoratori e suggerisce di offrire loro educazione morale ed elevazione sociale".

## Stile
Lo stile letterario di Rebecca Harding Davis è comunemente definito come realista. Tuttavia le sue opere letterarie segnano una transizione dal romanticismo al realismo letterario, quindi combinano elementi di sentimentalismo, romanticismo, realismo e naturalismo. Ad esempio Life on the Iron Mills utilizza elementi sentimentali, come un narratore che si rivolge direttamente al lettore ben definito, uno scopo didattico e personaggi in situazioni estreme allo scopo di stimolare emotivamente il lettore all'azione. Il racconto utilizza anche elementi romantici, come una statua che simboleggia una donna spiritualmente affamata e di proprietà del narratore, che ricorda la reliquia trovata nella dogana dal narratore de La lettera scarlatta di Nathaniel Hawthorne. Inoltre adopera uno stile realistico con specificità giornalistica e personaggi tipici della loro classe sociale e che parlano nel loro registro volgare, paragonabile a quello degli scrittori al culmine del realismo letterario statunitense, che è arrivato due decenni dopo la pubblicazione del testo. Sebbene il realismo sia il genere più prominente attribuito alle opere collettive di Davis, il naturalismo è anche prevalente nel suo stile di scrittura. Laddove i realisti, come Davis, si sforzano di rappresentare la realtà, i naturalisti si espandono su quella realtà avvicinandosi alle influenze scientifiche e / o psicologiche sui personaggi dovute ai loro ambienti. In Life in the Iron Mills, i due generi si fondono per creare una rappresentazione realistica della vita quotidiana dell'operaio Hugh Wolfe, oltre a illustrare gli effetti di quell'ambiente su di lui. Davis impiegò tra l'altro generi letterari come quello gotico e folcloristico.

## Temi
I temi ricorrenti nelle opere di Rebecca Harding Davis sono le questioni sociali e politiche del XIX secolo: la guerra civile americana, la questione razziale, il regionalismo, la classe operaia e la condizione femminile.

### Industrializzazione
Avendo vissuto in una città siderurgica, Davis ebbe esperienze dirette delle controversie e delle difficoltà associate all'industrializzazione. In Life in the Iron Mills ella richiama l'attenzione sull'ambiente oscuro e lugubre dei mulini di ferro. Analizzando gli effetti delle fabbriche sui suoi abitanti, Davis è in grado di descrivere le proprie preoccupazioni e frustrazioni associate all'emarginazione della classe operaia. La rappresentazione delle routine quotidiane della classe lavoratrice è un tema comune in tutta la sua scrittura e, soprattutto, ha lo scopo di svelare il maltrattamento di tali individui. Il suo obiettivo nel mettere in relazione la fame fisica e mentale che affligge gli abitanti di questi mulini è esortare il suo pubblico a pensare a soluzioni spirituali a questi problemi piuttosto che a soluzioni sociali.

### Il ruolo sociale della donna
L'esplorazione dei ruoli sociali femminili nella società del XIX secolo è un tema comune nelle opere di Davis. I suoi personaggi femminili possono essere visti come i primi simboli proto-femministi, in quanto esemplificano le questioni che circondano la mercificazione delle donne e la società patriarcale che pone restrizioni all'identità femminile. Questi problemi possono essere visti nell'eroina del romanzo Margret Howth, dove i problemi della protagonista derivano dai suoi rapporti con i suoi colleghi maschi. Alla fine del romanzo sposa Stephen Holmes, il ché può simboleggiare sia la sua accettazione del suo destino cristiano nonostante le proteste di suo padre, sia la sua accettazione del ruolo di moglie e madre. Attraverso questo personaggio, Davis rappresenta il potere che la società patriarcale ha sulla donna del XIX secolo, presentando anche un forte carattere femminile che riconosce la sua indipendenza morale.
In Life in the Iron Mills la donna Korl, scolpita da Hugh Wolfe, rappresenta un'immagine sublime onnicomprensiva della femminilità della classe lavoratrice. L'intensità con cui questa figura viene accolta e la qualità umanistica della sua struttura trasmettono un messaggio destinato a rivelare la vera immagine non solo dei lavoratori, ma anche della bellezza femminile. La donna Korl funge da simbolo che sfida gli standard di femminilità del XIX secolo. Per mezzo di questo personaggio Davis descrive gli effetti realistici dei mulini di ferro, mettendo contemporaneamente in discussione le restrizioni sociali femminili nel loro insieme.

## Opere selezionate

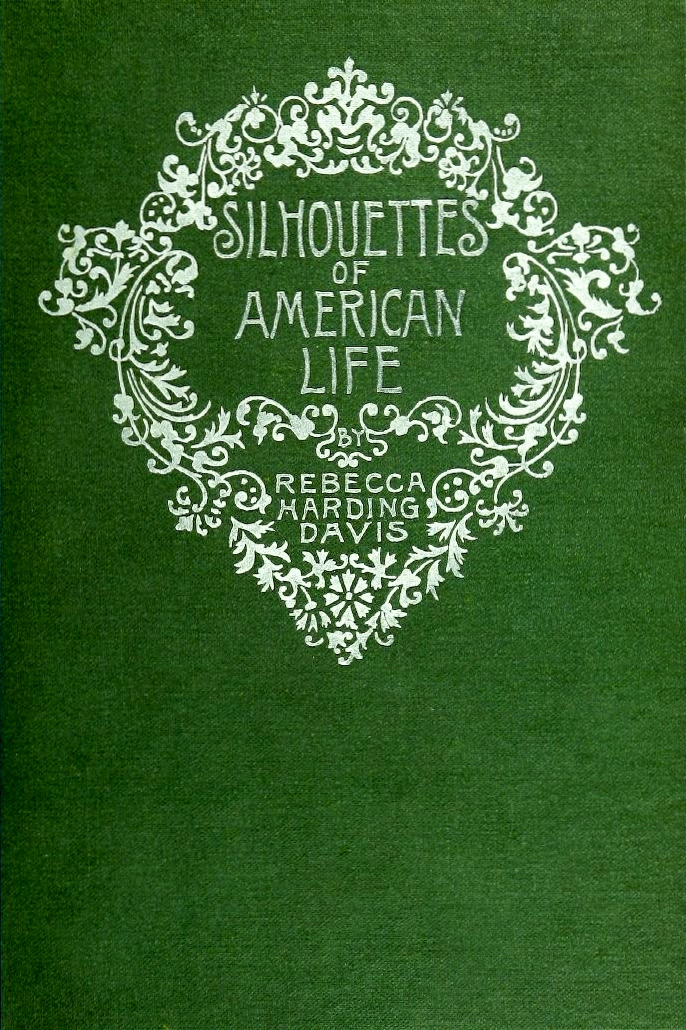
Copertina della prima edizione di Silhouettes of American Life, 1892.

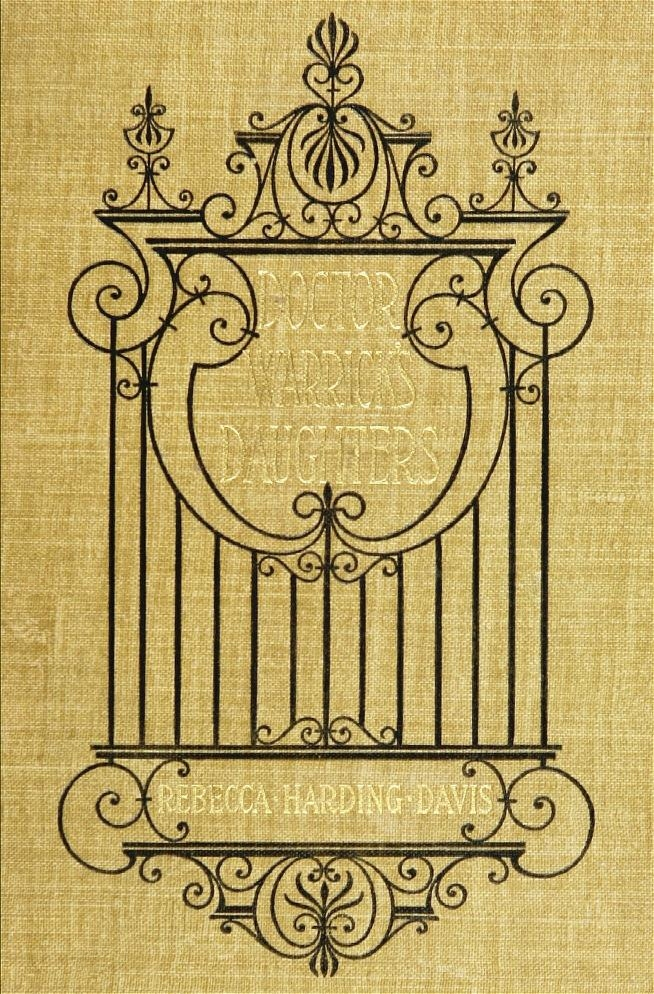
Copertina della prima edizione di Doctor Warrick's Daughters, 1896.

### Libri
- Margret Howth (1861)
- Waiting for the Verdict (1867)
- Kitty's Choice or Berrytown and Other Stories (1873)
- John Andross (1874)
- A Law unto Herself (1878)
- Natasqua (1886)
- Kent Hampden (1892)
- Silhouettes of American Life (1892)
- Doctor Warrick's Daughters (1896)
- Frances Waldeaux (1897)
- Bits of Gossip (1904)

### Racconti brevi
- Life in the Iron Mills, The Atlantic Monthly (1861)
- David Gaunt (1862)
- John Lamar (1862)
- Paul Blecker (1863)
- The Wife's Story (1864), The Atlantic Monthly (July 1864)
- Ellen (1865)
- The Harmonists (1866)
- In the Market (1868)
- A Pearl of Great Price (1868)
- Put out of the Way (1870)
- General William Wirt Colby,  Wood's Household Magazine (1873)
- Earthen Pitchers (1873–1874)
- Marcia (1876)
- A Day with Doctor Sarah (1878)

### Saggi
- Men's Rights (1869)
- Some Testimony in the Case (1885)
- Here and There in the South (1887)
- Women in Literature (1891)
- In the Gray Cabins of New England (1895)
- The Disease of Money-Getting (1902)